# برنارد بيرس
برنارد بيرس (بالإنجليزية: Bernard Pierce)‏ هو لاعب كرة قدم أمريكية أمريكي، ولد في 10 مايو 1990 في Ardmore, Pennsylvania ‏ في الولايات المتحدة.

## وصلات خارجية
- برنارد بيرس على موقع مرجع كرة القدم المحترفة.كوم (الإنجليزية)